# Marcha Nacional de Visibilidad Trans
La Marcha Nacional de Visibilidad Trans es una marcha y manifestación anual que tuvo lugar por primera vez en Washington D. C. el 28 de septiembre de 2019, con el objetivo de pedir el reconocimiento federal de las personas transgénero y sus derechos en los Estados Unidos. Los activistas pidieron al Congreso que apruebe la Ley de Igualdad, que agregaría la identidad de género a la Ley de Derechos Civiles.
La primera marcha anual fue encabezada por Marissa Miller y Luckie Alexander. Entre los oradores destacados se encontraban la activista por los derechos de las personas trans y actriz Angelica Ross, la activista por los derechos de las personas trans Ashlee Marie Preston y el presidente de Human Rights Campaign, Alphonso David. Más de 5600 personas asistieron a la marcha.
La marcha de 2020 se llevó a cabo principalmente en línea debido a la pandemia de COVID-19. La marcha de 2021 tuvo lugar el 9 de octubre en Orlando, Florida, mientras que la marcha de 2022 tuvo lugar el 5 de noviembre en West Hollywood, California.